# Thomontocypris lobodonta
Thomontocypris lobodonta is een mosselkreeftjessoort uit de familie van de Pontocyprididae. De wetenschappelijke naam van de soort werd in 1969 als Propontocypris lobodonta gepubliceerd door Rosalie Frances Maddocks.